# 雷度福
史蒂凡·坎德爾·戈爾迪（英語：Stefan Kendal Gordy，1975年9月3日—），藝名雷度福（英語：Redfoo），是一名美國饒舌歌手、詞曲作家、舞者、音樂製作人及DJ。他以其音樂雙人團體笑本部(英語：LMFAO)與其作品Party Rock Anthem聞名。
2006年，雷度福與其姪子Sky Blu組成笑本部，在2013年前，他們釋出了兩張數位專輯。雷度福也是摩城唱片創建者貝瑞·高迪最小的兒子。
2013年，笑本部解散，史蒂凡改用雷度福繼續從事單人演藝活動

## 專輯
- "Trave"（1993）
- 平衡樑（1997）
- 派對搖滾（2009）
- 對不起，派對搖滾（2012）
- "Party Rock Mansion"（2016）

## 歌曲
- 回到当天 (1993)
- 拉拉拉 (2009)
- 射击 (2009)
- 是的 (2010)
- 党摇滚国歌 (2010)
- 香槟阵雨 (2011)
- 性感我知道 (2011)
- 对不起 (2012)
- 派对摇滚 (2012)
- 一天 (2012)
- 带出瓶子 (2013)
- 听说冠军 (2013)
- 让我们变得可笑 (2013)
- 新歡 (2014)
- 果汁摆动 (2015)
- 太阳去哪里 (2015)
- 赃物人 (2016)
- 小号 (2016)
- 全新的一天 (2017)
- 把它套到雅 (2017)

## 外部連結
- 官方网站
- YouTube上的雷度福頻道
- 雷度福的Instagram帳戶
- 雷度福在互联网电影资料库（IMDb）上的資料（英文）
- 雷度福（英文/西班牙文）的官方資料
- 雷度福的官方资料